# Maria Kubin
Maria Christine Luise Kubin (* 26. Oktober 1966 in Wien) ist Bischöfin der Altkatholischen Kirche in Österreich. Sie ist die erste Frau, die in den Altkatholischen Kirchen der Utrechter Union ins Bischofsamt gewählt und geweiht wurde.

## Leben
Kubin wuchs in einer traditionell römisch-katholischen Familie auf. Sie wurde Psychotherapeutin. In ihrer Pfarre wirkte sie als Lektorin, Kommunionspenderin, Kantorin, in der Sakramentenvorbereitung, hielt Meditationskurse und Exerzitien. Sie absolvierte den theologischen Fernkurs der Erzdiözese Wien.
Sie ist verheiratet und hat vier Enkelkinder. Nach der Wahl ins Bischofsamt führt sie ihre psychotherapeutische Praxis weiter.

### Übertritt zur Altkatholischen Kirche
Im Jahr 2008 trat sie zur altkatholischen Kirche über.
Nach dem Theologiestudium an der Universität Graz wurde sie Magister der Theologie. Danach studierte sie alt-katholische und ökumenische Theologie in Bonn.
Im Dezember 2017 wurde sie zur Diakonin  und im Mai 2019 zur Priesterin geweiht.
Am 22. April 2023 wurde sie ins Bischofsamt gewählt. Die Bischofsweihe fand am 24. Juni 2023 in der Evangelischen Gustav-Adolf-Kirche in Wien statt. Dem Weihegottesdienst stand der Erzbischof von Utrecht, Bernd Wallet, vor. Co-Konsekratoren waren der deutsche Bischof Matthias Ring und der Schweizer Bischof Harald Rein. Sie folgt Heinz Lederleitner im Amt.
In Anlehnung an Ezechiel 37 lautet ihr Wahlspruch „Sprich als Prophet*in!“